# Janvier 1846

## Événements
- 5 janvier :
  - Annexion de l’Oregon par les États-Unis (712 500 km2).
  - Alfred de Vigny refuse d'insérer un éloge du roi dans son discours de réception à l'Académie française.

- 7 janvier, France, Paris : achèvement de la gare du Nord. La ligne de chemin de fer du Nord est inaugurée le 14 juin.

- 8 janvier : Charles de Rémusat est élu à l'Académie française.

- 10 janvier : mort de Sénancour.

- 26 janvier : abolition de l’esclavage en Tunisie.

- 28 janvier : bataille d'Aliwal; défaite des Sikhs face aux Britanniques.

- 29 janvier :
  - Vigny est reçu à l'Académie française. La réponse de Molé est offensante.
  - Les pères lazaristes français Évariste Huc et Joseph Gabet, déguisés en lamas chinois, atteignent Lhassa au Tibet après presque deux ans de voyage à travers la Chine, le désert de Gobi, la Mongolie et le Tibet du Nord-Est. Ils sont finalement expulsés.

## Naissances
- 1er janvier : Léon Denis, chantre français de la philosophie spirite († 1927).
- 7 janvier : Alexandre Karpinsky (mort en 1936), géologue et minéralogiste russe.
- 12 janvier : 
  - Louis Billot, cardinal français jésuite († 18 décembre 1931).
  - Alexandre Serres, peintre français († 20 avril 1901).
- 17 janvier :
  - Ottmar von Mohl (mort le 23 mars 1922), diplomate, juriste et écrivain allemand
  - Fritz Toussaint (mort le 30 juillet 1920), peintre, collectionneur et mécène, de nationalité belge
  - Elsbeth von Nathusius (morte le 10 juillet 1928), écrivaine allemande
- 24 janvier : Isidore Verheyden, peintre belge († 1er novembre 1905).
- 25 janvier : Joseph Blanc, peintre français († 5 juillet 1904).
- 29 janvier : Karol Olszewski (mort en 1915), mathématicien, physicien et chimiste polonais.

## Décès
- 17 janvier : Henry Inman (né le 20 octobre 1801), peintre américain
- 22 janvier : Louis-Pierre Baltard, architecte, graveur et peintre français (° 1764).